# OutSystems
OutSystemsは、企業がオムニチャネルエンタープライズアプリケーションの開発、展開、および管理するためのツールを提供するローコードプラットフォームです。
OutSystemsは、2001年にポルトガルのリスボンで設立され、現在は米国のマサチューセッツ州ボストンに本社を置き、11か国にオフィスを構えています。
2018年6月、OutSystemsはKKRとゴールドマンサックスから3億6000万ドルの資金を確保し、ユニコーンの地位に到達しました。
OutSystemsは、 ITソフトウェア品質コンソーシアム（CISQ）のメンバーです。

## 製品
OutSystemsは、クラウド、オンプレミス、またはハイブリッド環境で実行されるモバイルおよびWebエンタープライズアプリケーションの開発用のローコードプラットフォームです。 
2014年、OutSystemsは、開発者にパーソナルクラウド環境を提供するプラットフォームの無料バージョンをリリースしました。このプラットフォームは、無料でWebおよびモバイルアプリケーションを作成・展開できます。 現在のバージョン11は、有料バージョンと無料バージョンの両方提供しています。
2019年、OutSystemsは、Forrester Wave：AD＆D Professionalsのローコード開発プラットフォームのリーダーに選ばれました。2019年第  、およびGartnerによるエンタープライズローコードアプリケーションプラットフォームのマジッククアドラント全体の主要要件を実行できる能力でトップの地位に位置づけされた  。

 2017年、  2018年 、2019年に、ソフトウェアアンドインフォメーションインダストリーアソシエーションのベストモバイル開発ソリューションで複数のCODiE賞を受賞しています。 